# Этлис, Семён Иосифович
Семён Иосифович Этлис (17 марта 1928 — 31 марта 1984) — советский художник-оформитель игровой куклы.

## Биография
Родился 17 марта 1928 года.
C 1942 года начал работать в театре имени Ленинского комсомола. Был электриком, бутафором, помощником художника-постановщика.
Участвовал в Великой Отечественной войне.
В 1953 году начал работать на киностудии «Союзмультфильм».
Умер 31 марта 1984 года. Могила находится на Востряковском кладбище в Москве.

## Фильмография
| Год  | Название мультфильма                           |
| ---- | ---------------------------------------------- |
| 1954 | «Танюша, Тявка, Топ и Нюша»                    |
| 1955 | «Упрямое тесто»                                |
| 1957 | «Почему ушёл котёнок»                          |
| 1957 | «Сказка о Снегурочке»                          |
| 1961 | «Новичок»                                      |
| 1962 | «Банальная история»                            |
| 1962 | «Баня»                                         |
| 1963 | «Мистер Твистер»                               |
| 1964 | «Алёшины сказки»                               |
| 1964 | «Жизнь и страдания Ивана Семёнова»             |
| 1964 | «Кто поедет на выставку?»                      |
| 1964 | «Страна Оркестрия»                             |
| 1966 | «Потерялась внучка»                            |
| 1967 | «Варежка»                                      |
| 1967 | «Ну и Рыжик!»                                  |
| 1968 | «Козлёнок, который считал до десяти»           |
| 1968 | «Осторожно, щука!»                             |
| 1968 | «Соперники»                                    |
| 1969 | «Бабушкин зонтик»                              |
| 1969 | «Великие холода»                               |
| 1969 | «Золотой мальчик»                              |
| 1969 | «Крокодил Гена»                                |
| 1969 | «Пластилиновый ёжик»                           |
| 1969 | «Рисунок на песке»                             |
| 1969 | «Сказка про колобок»                           |
| 1973 | «Аврора»                                       |
| 1973 | «Айболит и Бармалей»                           |
| 1973 | «Немухинские музыканты»                        |
| 1973 | «Про Петрушку»                                 |
| 1973 | «Часы с кукушкой»                              |
| 1974 | «Карусельный лев»                              |
| 1974 | «Похождения Чичикова. Ноздрев»                 |
| 1974 | «Шапокляк»                                     |
| 1975 | «В гостях у гномов»                            |
| 1975 | «Новогодний ветер»                             |
| 1975 | «Уступите мне дорогу»                          |
| 1976 | «Зайка-зазнайка»                               |
| 1976 | «Сказка дедушки Ай-По»                         |
| 1976 | «38 попугаев» (из цикла «38 попугаев»)         |
| 1977 | «Бабушка удава» (из цикла «38 попугаев»)       |
| 1977 | «Догада. Народные потешки»                     |
| 1977 | «Как лечить удава» (из цикла «38 попугаев»)    |
| 1977 | «Куда идёт слонёнок» (из цикла «38 попугаев»)  |
| 1977 | «Самый маленький гном» (выпуск 1)              |
| 1977 | «Солнышко на нитке»                            |
| 1977 | «Старый дом»                                   |
| 1977 | «Тайна запечного сверчка»                      |
| 1978 | «А вдруг получится» (из цикла «38 попугаев»)   |
| 1978 | «Бедная Лиза»                                  |
| 1978 | «Вагончик»                                     |
| 1978 | «Догони-ветер»                                 |
| 1978 | «Метаморфоза»                                  |
| 1978 | «Привет мартышке» (из цикла «38 попугаев»)     |
| 1978 | «Чудеса среди бела дня»                        |
| 1979 | «Волшебное озеро»                              |
| 1979 | «Жёлтый слон»                                  |
| 1979 | «Завтра будет завтра» (из цикла «38 попугаев») |
| 1979 | «Зарядка для хвоста» (из цикла «38 попугаев»)  |
| 1979 | «Последние волшебники»                         |
| 1980 | «Разлучённые»                                  |
| 1980 | «Самый маленький гном» (выпуск 2)              |
| 1980 | «Шарик-фонарик»                                |
| 1981 | «Бездомные домовые»                            |
| 1981 | «Бибигон»                                      |
| 1981 | «До свидания, овраг!»                          |
| 1981 | «Ёжик плюс черепаха»                           |
| 1981 | «Как будто»                                    |
| 1981 | «Поросёнок в колючей шубке»                    |
| 1981 | «Самый маленький гном» (выпуск 3)              |
| 1981 | «Сказка о глупом мышонке»                      |
| 1982 | «Боцман и попугай» (выпуск 1)                  |
| 1982 | «Дедушкин бинокль»                             |
| 1982 | «Каша из топора»                               |
| 1982 | «Рыбья упряжка»                                |
| 1983 | «Весёлая карусель» (выпуск № 13)               |
| 1983 | «Как старик наседкой был»                      |
| 1983 | «Самый маленький гном» (выпуск 4)              |
| 1983 | «Сказка об очень высоком человеке»             |
| 1983 | «Солдатский кафтан»                            |
| 1983 | «Хвастливый мышонок»                           |
| 1983 | «Чебурашка идёт в школу»                       |
| 1984 | «Волк и телёнок»                               |
| 1984 | «Заячий хвостик»                               |
| 1984 | «Слонёнок пошёл учиться»                       |
| 1984 | «Тяп, ляп — маляры!»                           |
| 1984 | «Как щенок учился плавать»                     |

## Рецензии, отзывы, критика
В своих воспоминаниях, опубликованных в журнале «Киноведческие записки» в 2005 году, Евгений Мигунов рассказывает, что при знакомстве Семёне Этлис показался ему медлительным лентяем и аферистом. Такое впечатление произвели невысокий рост, коренастость, тяжёлый подбородок, светлый ласковый и нежный меланхоличный взгляд, и, самое главное, безвольная мягкость ладони при рукопожатии. Впрочем, Этлис тут же продемонстрировал свои способности и к грубому физическому труду и к слесарной работе. Отсутствие мозолей на руках объяснилось тем, что рукояти профессионального набора инструментов Этлиса были изготовлены индивидуально, по слепку его ладони в согнутом состоянии. Мигунов отзывается об Этлисе как о своём добром гении, называет его разумным, не суетливым, спокойным и доброжелательным, надёжной опорой для всего вновь созданного цеха обёмно-кукольной мультипликации. Этлис был музыкален и, будучи одесситом, имел склонность к юмору. Имея изобретательный склад ума, Этлис легко воплощал в реальность задумки Мигунова, понимая их с полуслова. Многие рациональные предложения/изобретения Этлиса были оформлены и зарегистрированы с помощью Мигунова. Согласно предисловию Бородина Г. Н. к упомянутым воспоминаниям, к числу этих изобретений (к большей части из которых Мигунов записан в соавторы) относятся 1) передвижной штатив-держатель для кукол; 2) внутренний скрытый механизм для мимики и артикуляции кукол; 3) горизонтальный съёмочный станок с возможностью движения камеры в любом направлении; 4) фундусная система шарнирных узлов для сборки каркасов кукол. Этлисом был привнесён большой вклад не только в разработку кукол и реквизита, но и в оборудование механической мастерской и съёмочного павильона.
Для кино и эстрады Этлисом было создано большое количество игровых кукол, всего он принял участие в создании около 100 мультфильмов. Для упрощения их производства им использовалась сборка каркасов кукол с помощью фундусной системы шарнирных узлов. Совместно с Мигуновым Е. Т. Этлис начал применять механизм создания кукольной мимики, крепёжный штатив для кукол, подвижную камеру горизонтального съёмочного станка. Множество учеников Этлиса стали впоследствии конструкторами и скульпторами кукол.
По мнению Бородина Г. Н., Семён Этлис (наряду с некоторыми другими) сыграл неоценимую роль в возрождении кукольного производства на студии «Союзмультфильм».
В своём интервью, данном Сергею Капкову в 2019 году, Павел Гусев отзывался о Семёне Этлисе, как о прекраснейшем умельце работы по металлу (и слесарь и токарь), разрабатывавшем конструкции стержневых каркасов кукол.